# Oudeland (Tholen)
Het Oudeland, Oudeland of Schakerloo is een buurtschap op het eiland Tholen in de provincie Zeeland, gemeente Tholen.
De buurtschap Het Oudeland valt onder de stad Tholen, en heeft geen eigen plaatsnaambord. Het centrum van het gehuchtje is te herkennen aan een lichte verhoging in het landschap. In vroeger tijden was Oudeland een dorp met een eigen kerk, Schakerloo genaamd. De begraafplaats bestaat nog steeds, maar er worden sinds 2004 geen graven meer gedolven.

## Naam
Oudere vermeldingen
1343 't Oudeland, 1753 Dorp genaamd het Oude Land.
Naamsverklaring
Samenstelling van land en oud 'oud', als tegengesteld aan nieuw 'nieuw gewonnen' land.(1)

## Ligging
De buurtschap Het Oudeland ligt ten zuidwesten van Tholen, rond de wegen Kerkweg, Oudeland en Oudelandsedijk.

## Statistische gegevens
De buurtschap Het Oudeland omvat ca. 30 huizen met ca. 80 inwoners.
Steden: Sint-Maartensdijk · Tholen

Dorpen: Anna Jacobapolder · Oud-Vossemeer · Poortvliet · Scherpenisse · Sint-Annaland · Sint Philipsland · Stavenisse

Buurtschappen: Botshoofd · De Sluis · Gorishoek · Malland · Molenvliet · Molenwerf · Mosselhoek · Onder de Molen · Oud Kerkhof · Oudeland · De Rand · Rijkebuurt · Schoondorp · Steenenkruis · Strijenham · Westkerke

Zeeland: Steden en dorpen in Zeeland      Nederland: Provincies · Gemeenten